# Justus von Dohnányi
Justus von Dohnányi (ur. 2 grudnia 1960 w Lubece) – niemiecki aktor filmowy i telewizyjny pochodzenia węgierskiego, najbardziej znany z roli Wilhelma Burgdorfa w filmie Upadek.
Jest synem dyrygenta Christopha von Dohnányiego, bratankiem Klausa von Dohnányiego, a także wnukiem Hansa von Dohnányiego.